# Jozef Drobný
Jozef Drobný (25. března 1897 Trstená – 11. ledna 1959) byl slovenský a československý politik a meziválečný poslanec Národního shromáždění za Autonomistický blok.

## Biografie
V parlamentních volbách v roce 1935 získal mandát v Národním shromáždění za Autonomistický blok, jehož vznik iniciovala Hlinkova slovenská ľudová strana. Poslanecké křeslo si oficiálně podržel do zrušení parlamentu roku 1939.
Profesí byl vrchním poštovním tajemníkem. Podle údajů z roku 1935 bydlel v Bratislavě.
V prosinci 1938 byl zvolen ve volbách do Sněmu Slovenskej krajiny. Uvádí se tehdy jako předseda Svazu slovenských poštovních úředníků.